# Mauritiella pumila
Mauritiella pumila är en enhjärtbladig växtart som först beskrevs av Alfred Russel Wallace, och fick sitt nu gällande namn av Karl Ewald Maximilian Burret. Mauritiella pumila ingår i släktet Mauritiella och familjen Arecaceae. Inga underarter finns listade i Catalogue of Life.